# I Begged Her
Clip vidéo
[vidéo] « I Begged Her - Gene Kelly & Frank Sinatra », sur YouTube
[vidéo] « I Begged Her - Gene Kelly & Frank Sinatra (film Escale à Hollywood, 1945) », sur YouTube
I Begged Her (Je l'ai suppliée, en anglais) est une chanson de jazz, enregistrée en 1945 par les deux stars américaines Gene Kelly & Frank Sinatra, en single, et pour leur film musical Escale à Hollywood de la Metro-Goldwyn-Mayer.

## Histoire
Sammy Cahn et Jule Styne composent, écrivent, et adaptent une vingtaine de chansons pour le film musical Escale à Hollywood de la Metro-Goldwyn-Mayer de 1945, dont cette chanson d'amour humoristique, pour deux jeunes marins séducteurs de la marine américaine de la Seconde Guerre mondiale (Gene Kelly & Frank Sinatra) en permission de quatre jours à Hollywood « Je l'ai suppliée, j'ai plaidé, je lui ai dit Bébé, sors de ta coquille, je lui ai dit peut-être tu trouveras que c'est génial, je me suis disputé, j'ai menacé, j'ai dit tu ne peux pas me renvoyer à la maison, pas comme ça, puis j'ai finalement eu mon baiser... ». Les deux interprètes accompagnent cette chanson  d'une des chorégraphies de swing-jazz synchronisées d’anthologie de l'histoire du cinéma américain, et la bande originale reçoit l'Oscar de la meilleure musique de film 1946.

## Au cinéma
- 1945 : Escale à Hollywood, de George Sidney, avec Frank Sinatra, Kathryn Grayson, et Gene Kelly.